# Азиатский финансовый кризис

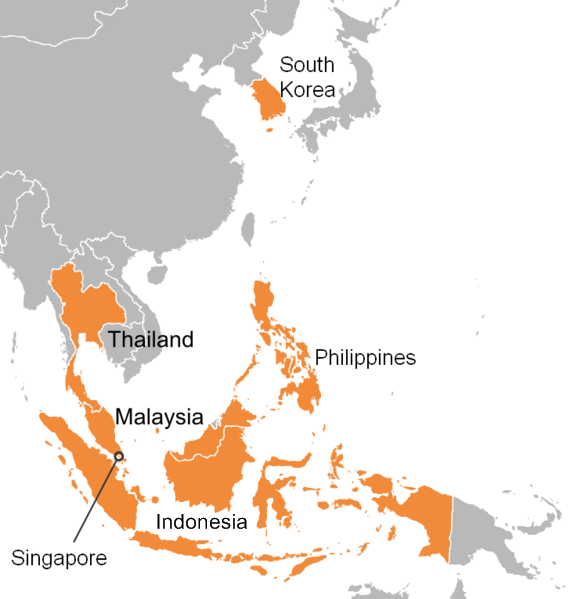
География азиатского кризиса

Азиатский финансовый кризис — экономический кризис в странах Южной и Восточной Азии, который разразился в июле 1997 г. и стал серьёзным потрясением мировой экономики в 90-е годы. Подоплёкой кризиса стал чрезвычайно быстрый рост экономик «азиатских тигров», который способствовал массивному притоку капитала в эти страны, росту государственного и корпоративного долга, перегреву экономики и буму на рынке недвижимости.

## История
Кризисные явления в экономиках Юго-Восточной и Восточной Азии нарастали в течение длительного времени. По соотношению ВВП и объёма внешних заимствований первым кандидатом на банкротство выглядел Таиланд. В мае 1997 г. таиландский бат подвергся массированным атакам международных спекулянтов. В этих условиях таиландское правительство объявило 30 июня 1997 года, что не будет девальвировать бат, курс которого был привязан к курсу американского доллара. Однако уже 2 июля власти были вынуждены отпустить курс, в тот же день он упал примерно на 20 % к доллару. В результате обменный курс бата упал наполовину, а фондовый рынок Таиланда — на три четверти.
В течение последующего месяца кризис перекинулся на экономики Индонезии, Малайзии и Южной Кореи. В меньшей степени пострадали от кризиса Япония, Гонконг, Лаос, Филиппины, Китай, Индия и Вьетнам. Среди «азиатских тигров» меньше других были затронуты кризисом Сингапур и Тайвань. Для всех названных экономик в течение 1997—1998 гг. были характерны падение курса национальной валюты (так, валюта Таиланда — бат — обесценилась сначала на 48 %, а к концу 1997 года практически на 100 %; индонезийская рупия обесценилась на 228 %), падение фондовых индексов, рост инфляции, увеличение объёма корпоративного долга, громкие банкротства корпораций.

## Последствия
Азиатский финансовый кризис вызвал такие политические последствия, как отставка индонезийского диктатора Сухарто, провозглашение независимости Восточного Тимора и раскол в правительстве Махатхира Мохамада. В подтверждение тезиса о глобализации мировой экономики, кризисные последствия быстро распространились по Земному шару. Отток капитала и падение цен на сырьевые товары способствовало возникновению российского экономического кризиса 1998 года. Последним эхом кризиса стал аргентинский дефолт 2001 года.
Международный валютный фонд, который обвинялся национальными правительствами в провоцировании кризиса путём бездумного поощрения роста экономик «азиатских тигров», выделил на преодоление его последствий 40 млрд долларов. Сигналы оздоровления основных экономик Юго-Восточной Азии стали поступать в начале 1999 года. Политическая и экономическая реструктуризация национальных экономик позволила к 2001 г. преодолеть последствия кризиса и возобновить динамичный рост.